# Ozotoceros bezoarticus uruguayensis
El venado de campo de los Ajos, venado de las pampas austrouruguayas o ciervo de las pampas sururuguayas (Ozotoceros bezoarticus uruguayensis) es una de las subespecies en que se divide la especie Ozotoceros bezoarticus, un cérvido de tamaño mediano que forma el monotípico género Ozotoceros. Habita en estepas, praderas, sabanas, y matorrales abiertos del sur de Uruguay. Actualmente se estima que sólo sobreviven 260 ejemplares de esta subespecie, en el departamento de Rocha.

## Distribución y hábitat
Esta subespecie es un taxón endémico del Uruguay. Originalmente se habría distribuido por las llanuras herbosas de los departamentos de: Florida, Lavalleja, Maldonado, Montevideo, San José, Soriano, y Rocha. Tal vez también en los departamentos del sudoeste de la república, pues no está claro si ambas subespecies uruguayas eran divididas por el río Negro o por encadenamientos serranos. El Río de la Plata la separaba de O. b. celer. Se desconoce, por falta de registros, donde confrontaba por el norte con la subespecie típica, en otras palabras, si pertenecían a esta subespecie los venados que vivían en el sector sudoriental del estado brasileño del estado de Río Grande del Sur.  
La localidad tipo de esta subespecie es: «Sierra de los Ajos, departamento de Rocha, Uruguay».

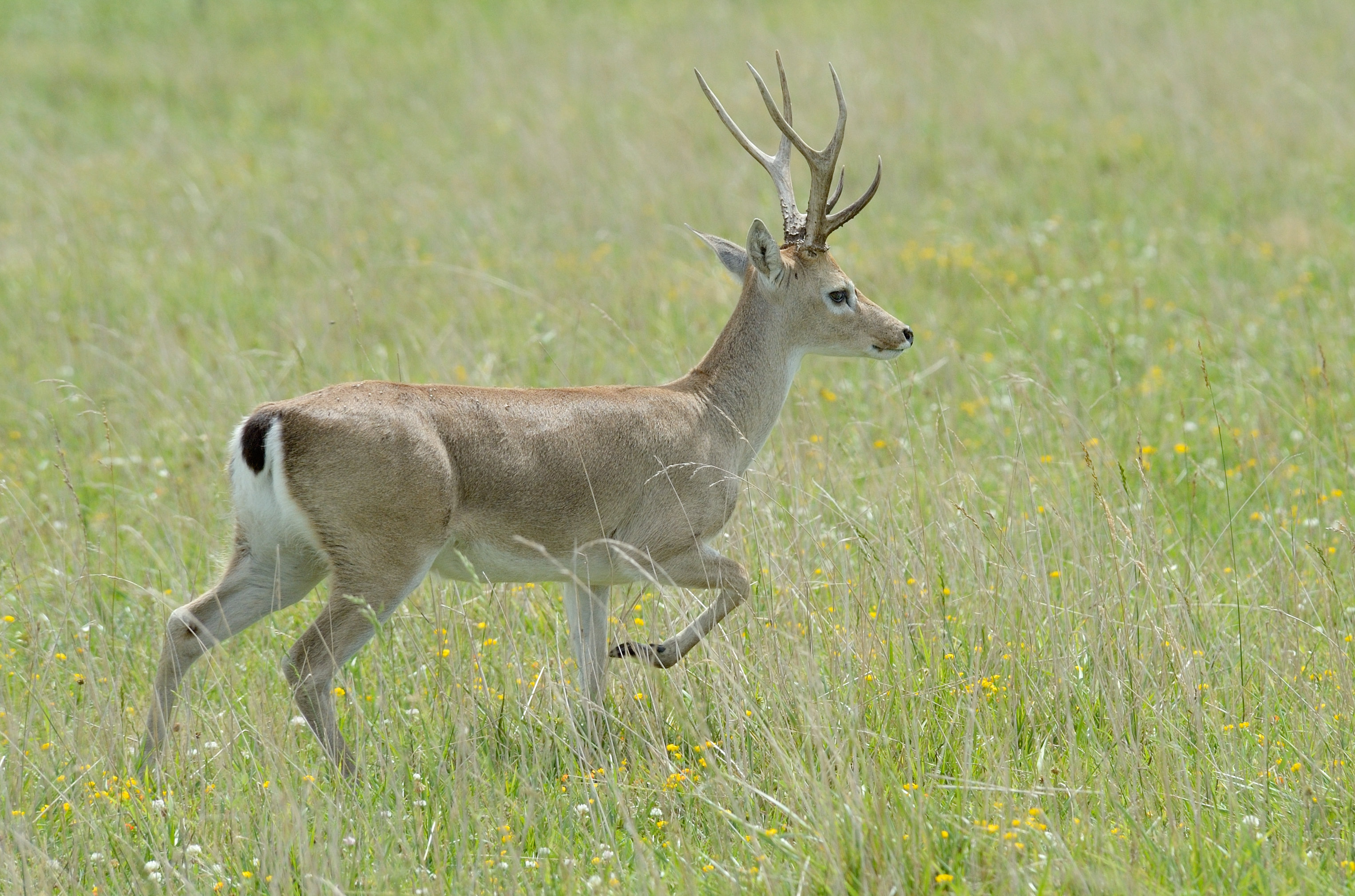
Venado de campo tomado en una estancia del Departamento de Rocha, Uruguay

Este taxón fue descrito por Susana González, Fernando Álvarez-Valinb, y Jesús E. Maldonado, en el año 2002 luego de un estudio craneométrico comparativo mediante análisis de tipo uni y multivariantes.
La población remanente de aproximadamente 260 ejemplares sobrevive en 2500 ha del establecimiento agropecuario Los Ajos, el cual posee un total de 8000 ha, y se encuentra dentro de la reserva de la biosfera Bañados del Este, departamento de Rocha, en el sureste del país. El venado comparte el hábitat con actividades ganaderas, tanto de ganado vacuno como de ganadería ovina, además de cultivos de arroz para consumo humano, y raigrás (Lolium sp., Poaceae) para pasturas.
Las dos fotos que ilustran el artículo fueron tomadas en el establecimiento agropecuario Bella Vista en el cual se pudieron apreciar, el día que se hicieron las fotos, más de una docena de ejemplares.

## Descripción
Los ejemplares de esta subespecie alcanzan un largo de 150 cm, y unos 70 cm de alzada. El macho es algo más pesado, alrededor de 45 kg. El factor principal de dimorfismo sexual, sin embargo, son las astas que presenta el macho adulto; éstas se ramifican generalmente en no más de 3 puntas cada una, de las cuales una se dirige hacia delante y las restantes hacia atrás. Excepcionalmente se han observado cornamentas más ramificadas.
El pelaje general de O. b. uruguayensis es pardo-acanelado claro a grisáceo.
Muestran invariablemente marcas blancas alrededor del hocico, en la cara interna de las orejas, la parte inferior del cuello, el vientre y la cara inferior de la cola, que es corta y tupida. La cara superior de la cola es más oscura que el resto del pelaje, y está acompañada en ocasiones por una línea del mismo color a lo largo de la espina dorsal. En la base del cuello y la cruz suele presentarse un remolino de pelaje más largo. Los ejemplares juveniles presentan una coloración más clara y jaspeado en los flancos.
El macho es reconocible a la distancia por su fuerte olor almizclado, secretado por unas glándulas interdigitales, con el que marca su territorio, sobre todo durante la época de celo. Otras glándulas, ubicadas en el hocico y en la región ocular, intervienen para distinguir entre ejemplares.

## Costumbres
En parte del año vive en manadas de 6 a 11 ejemplares, pero antaño se observaron algunas integradas por 300 venados. El formar grupos le es de utilidad para detectar la presencia de depredadores. Cuando uno de ellos observa un motivo de peligro, resopla y golpea el piso con sus patas; al huir eleva la cola, y al hacerlo muestra el escudo anal blanco como señal de estampida. Antiguamente eran el puma y el yaguareté sus predadores principales. Ambos están extinguidos en las áreas uruguayas que conservan las últimas manadas de este venado. El zorro gris o pampa ataca a sus crías, al igual que el gato montés (Leopardus geoffroyi). Los perros de los puestos ganaderos al igual que los asilvestrados, predan tanto sobre crías como sobre adultos. Los cazadores furtivos completan los peligros que esta subespecie presenta hoy en día. 
Se alimenta de herbáceas, como diversas especies de gramíneas, leguminosas, y ciperáceas. Forman pequeñas manadas de hasta una docena de individuos, que se disuelven en la época de celo, a fines del verano, durante la cual los machos se muestran fuertemente territoriales y agresivos.
Puede aprovechar los verdeos que ocurren luego de las quemas de pastizales, si su ambiente se maneja sobre la base de quemas prescritas.
Entre 2 a 3 meses antes de la brama se renueva la cornamenta del macho. La nueva está recubierta por un tejido suave, aterciopelado y muy sensible. A fines de enero ese tejido cae, y entonces el macho la utilizará para exhibiciones durante el celo, topando a otros machos, y removiendo con ellas el suelo para delimitar su territorio. Luego del apareamiento, y después de una gestación que dura alrededor de 7 meses, nace un cervatillo por hembra, una vez acabado el invierno, el que pesa 2,1 kg. Nace con una librea que lo camufla entre las matas de pasto, presentando un pelaje largo con 4 a 5 hileras de marcas longitudinales blancas sobre un fondo gris acanelado. Las manchas las perderá a los 75 a 90 días. Recién a los 7 meses cae el pelaje largo y lo cambia por otro corto, el mismo que presenta el ejemplar adulto. Convivirá con la madre hasta su madurez.

## Conservación
Antiguamente esta subespecie era uno de los mamíferos más numerosos en su ecosistema. 
Refiriéndose seguramente a esta subespecie, escribió Lopes de Sousa en 1531 en el relato sobre una trepada al cerro de Montevideo:

«Nunca vi en Portugal tantas ovejas y cabras como venados en esta tierra».

Estas abundantes poblaciones de siglos pasados fueron cazadas por su carne y su piel, originalmente por las etnias amerindias, y posteriormente por los colonos de cultura occidental. En los siglos XIX y XX, a causa de la caza masiva de la que fue objeto, y la reconversión de su hábitat para dedicarlo a la cría de ganado bovino y ovino, a la agricultura, y a la forestación, se ha tornado una subespecie en grave riesgo de extinción, al contar apenas con una pequeña manada sobreviviente en Los Ajos, departamento de Rocha, de sólo 300 a 350 venados, siendo por esta causa uno de los taxones de cérvidos más amenazados del mundo.
La intensísima disminución de sus poblaciones se produjo por la modificación de su hábitat y por la competencia ecológica del ganado; las enfermedades infecciosas, sobre todo la fiebre aftosa, mermaron su población en el siglo XIX. Hoy habita sólo en áreas aisladas en grandes emprendimientos particulares.
Está registrado en el Apéndice I del listado de especies protegidas de CITES.
A pesar de que este taxón ha sido catalogado por el estado uruguayo como amenazado, y fue declarando por decreto ministerial 12/985 del 9 de enero de 1985: Monumento Natural del Uruguay (a instancias de Juan Villalba Macías), todavía no han sido publicadas directrices de gestión para su protección efectiva.
Los cazadores furtivos continúan cazando a la especie en el Uruguay, ya que el castigo no corresponde al daño que afecta a un taxón de población tan limitada y relictual. A diferencia de lo que ocurre en la Argentina con subespecies de esta misma especie —donde el matarlo acarrea un proceso penal—, los jueces en el Uruguay disponen la libertad de los cazadores ya que a esta acción no se la cuadra como un delito, sino como una simple infracción, redimible sólo con pagar una multa de tipo administrativa, con un monto fijo, el cual es definido por la «división Fauna de Recursos Naturales», del «Ministerio de Ganadería, Agricultura y pesca» (MGAP), organismo a quien le incumbe específicarla. Esto ocurrió en el otoño de 2013 con la captura de 3 ejemplares de la otra subespecie uruguaya.
La multa que el estado aplica a quien cazare ejemplares de la especie en el territorio del Uruguay es de 150 unidades reajustables (UR), más 30 UR por cada pieza.